# Hermann Bohnenberger
Hermann Bohnenberger (* 6. Februar 1949) ist ein ehemaliger deutscher Fußballspieler.

## Karriere
Hermann Bohnenberger kam vom SV Germania Bietigheim zu den Stuttgarter Kickers. Dort spielte er zunächst in der Amateurmannschaft. In der Saison 1971/72 gab er in der Profimannschaft der Kickers sein Debüt in der zweitklassigen Regionalliga Süd, als er beim Auswärtsspiel gegen den SSV Jahn Regensburg in der 64. Spielminute eingewechselt wurde. Eine Woche später kam er zum zweiten Mal in der ersten Mannschaft der Kickers zum Einsatz.